# Camille de Nompère de Champagny
Pour les autres membres de la famille, voir Famille de Nompère de Champagny.
Camille de Nompère de Champagny, né Camille Louis Marie François de Nompère de Champagny le 15 septembre 1827 à Paris, et mort le 3 janvier 1882 à Rueil-Malmaison, est un militaire et diplomate français.

## Biographie
Il est l'unique fils de Louis Alix de Nompère de Champagny (1796-1870), duc de Cadore, diplomate et membre de la Chambre des pairs et de Caroline Élisabeth Lagrange (1806-1870).
Il entre dans la marine française en 1842, il est aspirant le 16 août 1844, puis enseigne de vaisseau le 1er octobre 1854 (port de Toulon), puis lieutenant de vaisseau le 2 décembre 1854, il est nommé officier d'ordonnance de Napoléon III le 1er janvier 1857, il est démissionnaire en 1859.
Il s'orienta alors vers la carrière diplomatique et fut premier secrétaire à l'ambassade de France à Londres en 1865, puis envoyé extraordinaire et ministre plénipotentiaire à Munich (Royaume de Bavière) en 1868.
Il épousa, le 7 mars 1854 à Paris, Marie Valentine du Val de Bonneval (née le 3 juillet 1833 à Paris - décédée le 19 mai 1885 à Paris), fille d'Oscar du Val de Bonneval (1798 -1878), 7e marquis de Bonneval et de Marie Charlotte Antoinette Laure de Ségur (1810-1883) .
En 1874, il fait l'acquisition auprès de Nicolas Lescanne du Château de Buzenval, et de son parc qui furent pendant la guerre de 1870, le théâtre de violents combats. Le comte de Champagny et son épouse sont très pieux et font ériger une chapelle: Notre-Dame de toutes les grâces. La mère de la comtesse vit avec le couple qui n'a pas d'enfant.
Sans enfant de son mariage, ce fut son oncle, l'académicien Franz de Champagny qui lui succéda dans ses titres de comte de Champagny et duc de Cadore.
Le duc de Cadore meurt en 1882, et la duchesse en 1885. Elle fit don de sa propriété aux Frères des Écoles chrétiennes (Œuvre de Saint-Nicolas) pour fonder un établissement scolaire de garçons d'origine modeste.

## Galerie

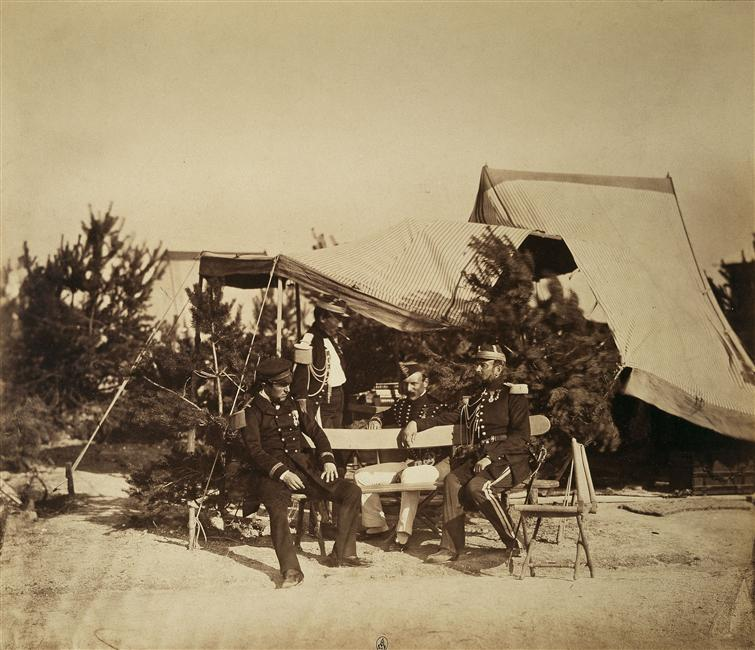
Gustave Le Gray, Camp de Châlons : le lieutenant de vaisseau de Champagny, le capitaine Friant, le prince Murat et le colonel Louis Joseph Napoléon Lepic (1857), Paris, musée de l'Armée).
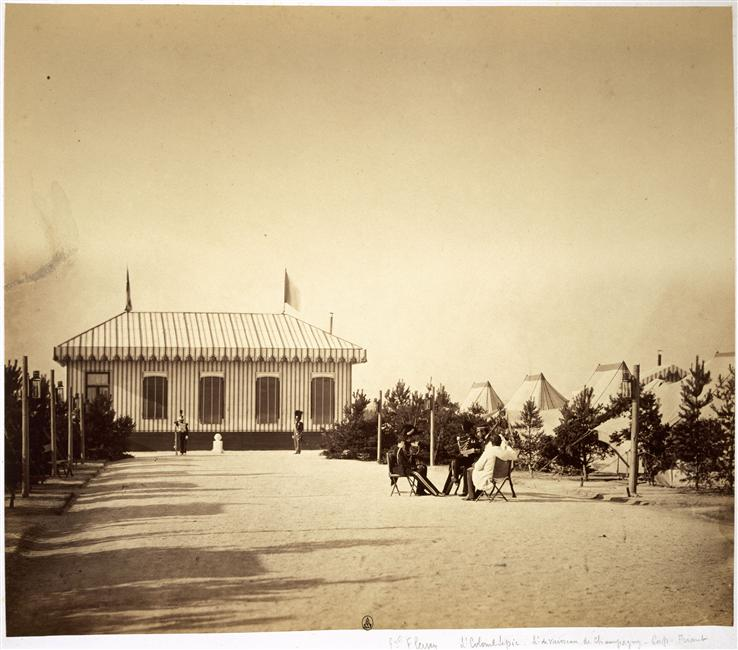
Gustave Le Gray, Camp de Châlons : le général Fleury, le lieutenant-colonel Louis Joseph Napoléon Lepic, le lieutenant de vaisseau de Champagny, le capitaine Friant devant le pavillon impérial (1857), Paris, musée de l'Armée).
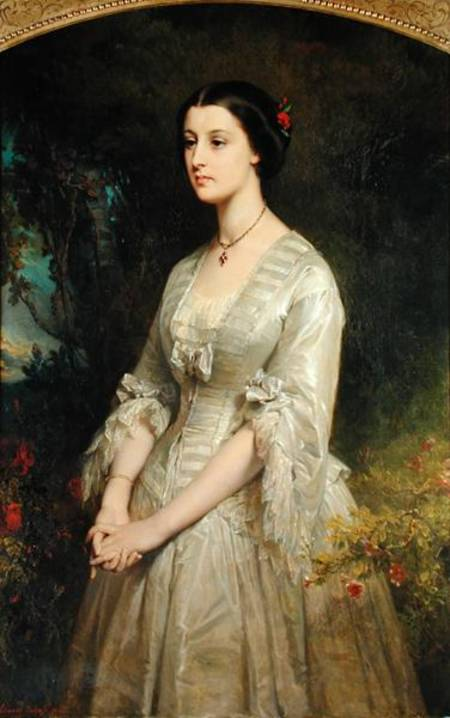
Attribué à Édouard Dubufe, Marie Valentine du Val de Bonneval (1854), localisation inconnue.

## Titres
- 3e duc de Cadore (27 janvier 1870).
- Marquis de Cadore.
- Comte de Champagny.

## Distinctions
- Commandeur de la Légion d'honneur (11 août 1868)[3]